# آنتوان سروتی
آنتوان سروتی (انگلیسی: Antoine Cervetti؛ زادهٔ ۱۹ سپتامبر ۱۹۶۱) بازیکن فوتبال اهل فرانسه است.
از باشگاه‌هایی که در آن بازی کرده‌است می‌توان به باشگاه فوتبال باستیا، باشگاه فوتبال لیل، و مرکز آکادمی فوتبال کلیر فونتین اشاره کرد.